# Xã Walton, Quận Harvey, Kansas
Xã Walton (tiếng Anh: Walton Township) là một xã thuộc quận Harvey, tiểu bang Kansas, Hoa Kỳ. Năm 2010, dân số của xã này là 526 người.